# Goodwill Games 1990/Eiskunstlauf
Bei den Goodwill Games 1990 wurden vier Wettbewerbe im Eiskunstlauf ausgetragen.

## Herren

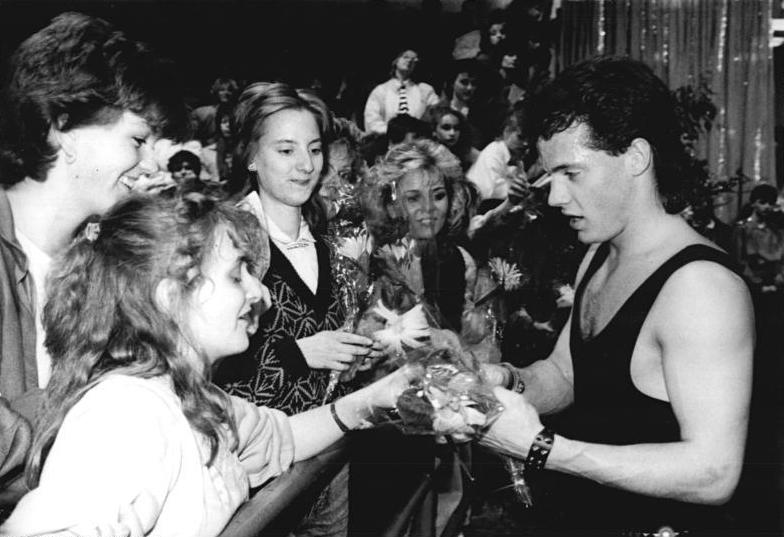
Der Sieger des Wettbewerbs Kurt Browning

| Platz | Name                     | Nation             | Punkte | KP  | K   |
| ----- | ------------------------ | ------------------ | ------ | --- | --- |
| 1     | Kurt Browning            | Kanada             | 02,0   | 1,0 | 1,0 |
| 2     | Wiktor Petrenko          | Sowjetunion        | 02,5   | 0,5 | 2,0 |
| 3     | Todd Eldredge            | Vereinigte Staaten | 05,5   | 2,5 | 3,0 |
| 4     | Paul Wylie               | Vereinigte Staaten | 06,0   | 2,0 | 4,0 |
| 5     | Wjatscheslaw Sahorodnjuk | Sowjetunion        | 06,5   | 1,5 | 5,0 |
| 6     | Christopher Bowman       | Vereinigte Staaten | 09,0   | 3,0 | 6,0 |
| 7     | Michael Slipchuk         | Kanada             | 10,5   | 3,5 | 7,0 |
| Z     | Grzegorz Filipowski      | Polen              |        | 4,0 | WD  |

## Damen

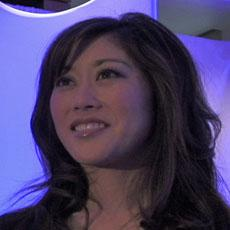
Bei den Damen war Kristi Yamaguchi erfolgreich

| Platz | Name               | Nation             | Punkte | KP  | K   |
| ----- | ------------------ | ------------------ | ------ | --- | --- |
| 1     | Kristi Yamaguchi   | Vereinigte Staaten | 02,5   | 1,5 | 1,0 |
| 2     | Jill Trenary       | Vereinigte Staaten | 02,5   | 0,5 | 2,0 |
| 3     | Surya Bonaly       | Frankreich         | 06,0   | 2,0 | 4,0 |
| 4     | Karen Preston      | Kanada             | 06,5   | 3,5 | 3,0 |
| 5     | Nancy Kerrigan     | Vereinigte Staaten | 07,0   | 1,0 | 6,0 |
| 6     | Tatjana Ratschkowa | Sowjetunion        | 08,0   | 3,0 | 5,0 |
| 7     | Natalja Lebedewa   | Sowjetunion        | 09,5   | 2,5 | 7,0 |
| 8     | Margot Bion        | Kanada             | 12,0   | 4,0 | 8,0 |

## Paare

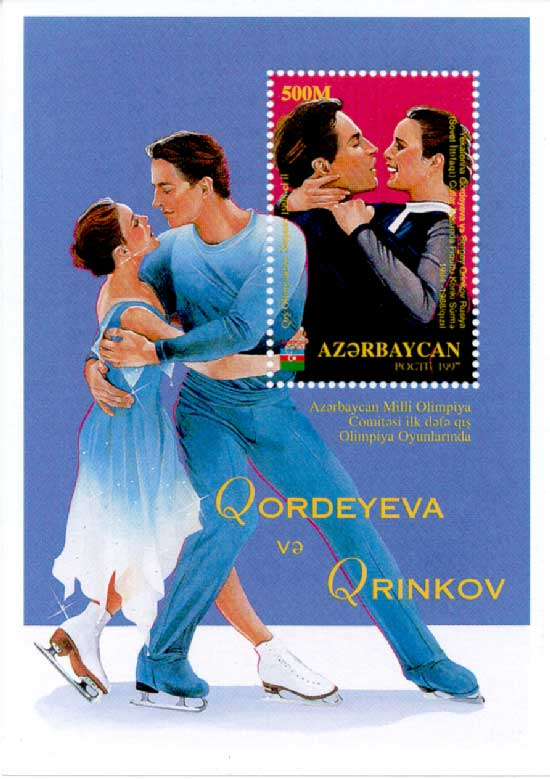
Die Erstplatzierten Jekaterina Gordejewa und Sergei Grinkow

| Platz | Name                                    | Nation             | Punkte | KP  | K   |
| ----- | --------------------------------------- | ------------------ | ------ | --- | --- |
| 1     | Jekaterina Gordejewa / Sergei Grinkow   | Sowjetunion        | 01,5   | 0,5 | 1,0 |
| 2     | Natalja Mischkutjonok / Artur Dmitrijew | Sowjetunion        | 03,0   | 1,0 | 2,0 |
| 3     | Jelena Betschke / Denis Petrow          | Sowjetunion        | 04,5   | 1,5 | 3,0 |
| 4     | Natasha Kuchiki / Todd Sand             | Vereinigte Staaten | 06,0   | 2,0 | 4,0 |
| 5     | Michelle Menzies / Kevin Wheeler        | Kanada             | 07,5   | 2,5 | 5,0 |
| 6     | Sharon Carz / Doug Williams             | Vereinigte Staaten | 09,0   | 3,0 | 6,0 |
| 7     | Calla Urbanski / Mark Naylor            | Vereinigte Staaten | 10,5   | 3,5 | 7,0 |
| 8     | Patricia MacNeil / Cory Watson          | Kanada             | 12,0   | 4,0 | 8,0 |

## Eistanz

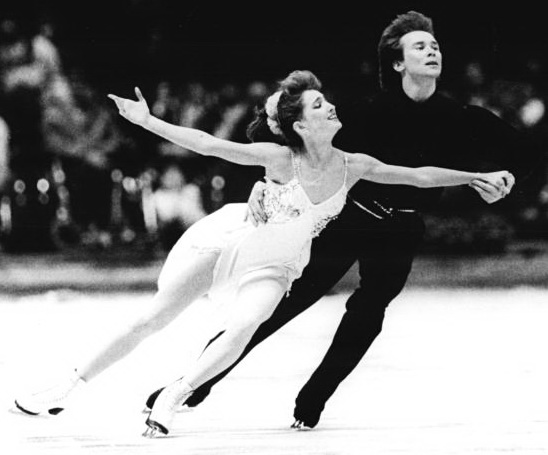
Die Sieger im Eistanz Marina Klimowa und Sergei Ponomarenko

| Platz | Name                                         | Nation             | Punkte | PT  | OT  | K   |
| ----- | -------------------------------------------- | ------------------ | ------ | --- | --- | --- |
| 1     | Marina Klimowa / Sergei Ponomarenko          | Sowjetunion        | 02,0   | 0,4 | 0,6 | 1,0 |
| 2     | Maja Walentinowna Ussowa / Alexander Schulin | Sowjetunion        | 04,0   | 0,8 | 1,2 | 2,0 |
| 3     | Susan Wynne / Joseph Druar                   | Vereinigte Staaten | 06,6   | 1,2 | 2,4 | 3,0 |
| 4     | Oxana Grischtschuk / Jewgeni Platow          | Sowjetunion        | 07,4   | 1,6 | 1,8 | 4,0 |
| 5     | Michelle McDonald / Mark Mitchell            | Kanada             | 11,0   | 2,4 | 3,6 | 5,0 |
| 6     | April Sargent / Russ Witherby                | Vereinigte Staaten | 12,0   | 2,0 | 3,0 | 7,0 |
| 7     | Jacqueline Petr / Mark Janoschak             | Kanada             | 13,0   | 2,8 | 4,2 | 6,0 |